# Näringsidkare
Näringsidkare är i juridisk terminologi någon som yrkesmässigt driver verksamhet av ekonomisk art (näringsverksamhet).

## Exempel
I konsumentköplagen avses med en näringsidkare "en fysisk eller juridisk person som handlar för ändamål som har samband med den egna näringsverksamheten". 
I avtalsvillkorslagen avses med en näringsidkare "en fysisk eller juridisk person som handlar för ändamål som har samband med hans näringsverksamhet, oavsett om den är offentlig eller privat".